# Gran Premio di Monaco
Il Gran Premio di Monaco di Formula 1 si corre sul circuito cittadino di Monte Carlo nel Principato di Monaco. La prima edizione si disputò il 14 aprile 1929 sotto l'impulso di Antony Noghès fondatore dello Automobile Club de Monaco (ACM). L'edizione numero uno valida per il campionato mondiale è datata 21 maggio 1950, seconda tappa dopo Silverstone. Da allora la corsa monegasca si è sempre disputata regolarmente, con le sole eccezioni degli anni 1951, 1953, 1954 e 2020, dove in quest'ultimo caso l'annullamento fu causato dallo scoppio della pandemia di COVID-19.
Abitualmente la gara si svolge alla presenza degli esponenti di casa Grimaldi. Il record di vittorie per pilota (sei) appartiene ad Ayrton Senna, mentre la casa costruttrice più vincente è la McLaren, con 16 vittorie; gli unici piloti monegaschi ad aver vinto a Monaco sono Louis Chiron e Charles Leclerc, anche se il primo vinse una gara quando ancora non era stato creato il campionato mondiale di Formula 1.
Il Gran Premio gode tipicamente di due deroghe ad hoc al regolamento della Formula 1: la distanza da percorrere è di 260 chilometri, contro il minimo standard di 305, e la cerimonia di premiazione non avviene secondo il protocollo della categoria, ma secondo uno gestito dall'Automobile Club de Monaco e dalla famiglia Grimaldi. L'organizzazione gode inoltre di un trattamento agevolato per quanto concerne i contributi necessari per fare parte del campionato e dispone di ampia discrezionalità nel negoziare per conto proprio i contratti di sponsorizzazione, anche con marchi concorrenti dei global partner della Formula 1; inoltre, nessuno sponsor ha associato il suo nome a quello del Gran Premio fino all'edizione 2024. La gara monegasca è stata altresì l’ultima a gestire in autonomia le riprese e la produzione radiotelevisiva, senza affidarsi alla Formula One Management; dal 2023 anche questo privilegio è venuto a cadere. Un'altra peculiarità è costituita dal fatto che, durante il weekend di gara, fra una sessione e l'altra le strade interessate dal circuito vengono riaperte alla circolazione ordinaria.
Una terza deroga consisteva nel fatto che l'evento iniziava con le prove libere al giovedì anziché al venerdì, in cui era previsto riposo; essa è tuttavia caduta nella stagione 2022, a partire dalla quale il Gran Premio monegasco si svolge nel tradizionale weekend di gara, come già avviene per tutti gli altri appuntamenti, con le prove libere spostate alla giornata del venerdì. Con l'obiettivo di promuovere una migliore competizione, nella stagione 2025 viene stabilita la doppia sosta obbligatoria in gara. All'edizione assistono 250 000 spettatori, nuovo record per il Gran Premio.
La gara ha visto l'esordio di due tra le più longeve e vincenti squadre di Formula 1: la Ferrari, che vi debuttò nel 1950, e la McLaren nel 1966.

## Percorso

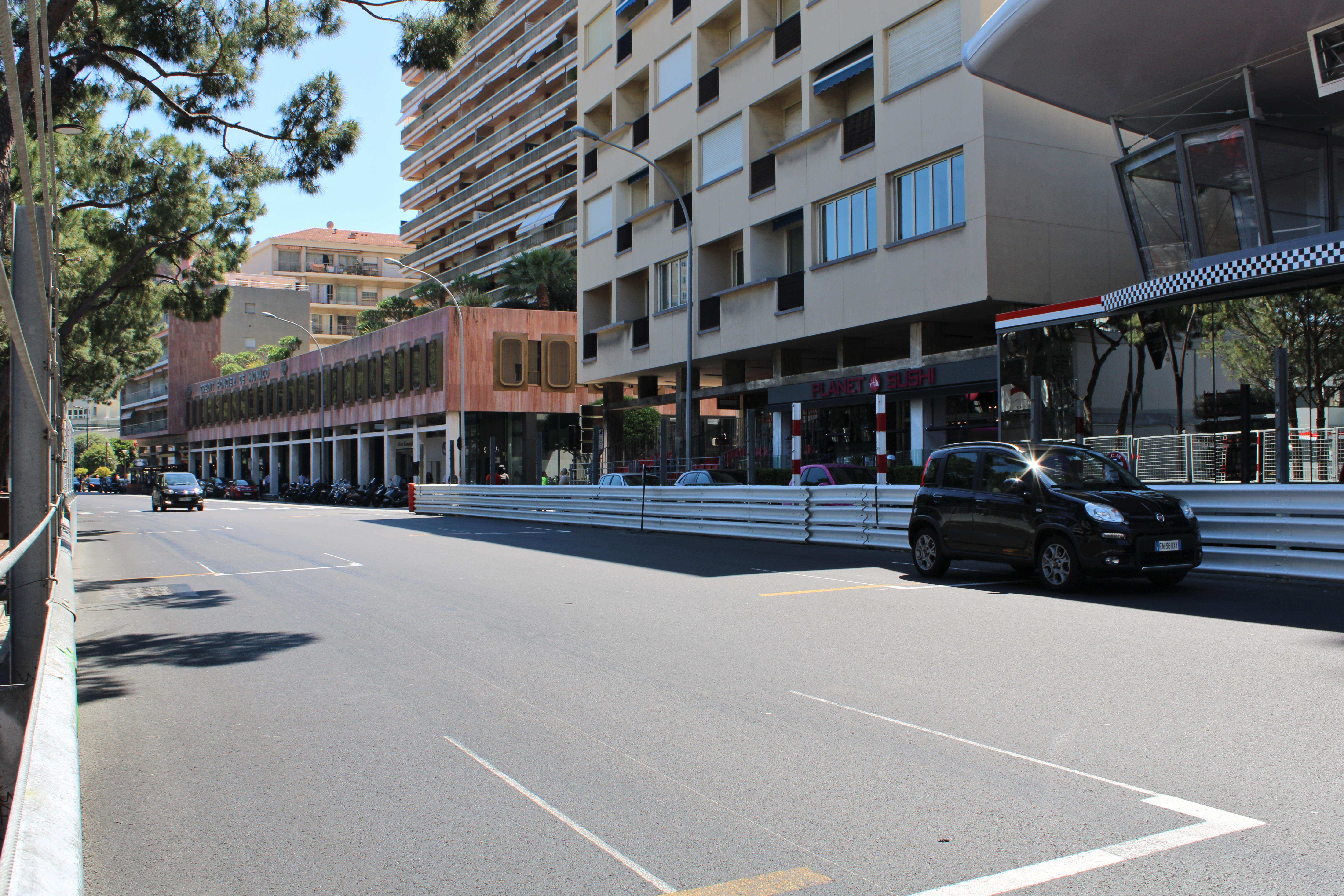
Il rettilineo del traguardo presso Monte Carlo: a destra si intravede il palco da cui la famiglia Grimaldi assiste all'evento e dove avviene la premiazione.

La lunghezza di questo tracciato è di 3,337 km. I piloti lo percorrono per 78 volte, per un totale di 260,286 km. Monte Carlo è il circuito più breve del mondiale e quello con le velocità più basse, a causa della tortuosità del percorso e della ridotta carreggiata, quasi completamente priva di vie di fuga.
Nel 1981 Gilles Villeneuve fu il primo pilota a imporsi con una vettura spinta da un motore turbocompresso (la Ferrari 126 CK), le cui caratteristiche erano teoricamente inadatte a tracciati lenti e tortuosi. Nel 1994 Michael Schumacher, alla guida della Benetton Ford B194, fu il primo pilota ad abbattere la media dei 150 km/h in questa pista. Nel 1996 vinse a sorpresa il francese Olivier Panis su Ligier, per un successo "tutto francese" in una gara con sole quattro vetture arrivate al traguardo. L'anno successivo, a causa di condizioni meteo estremamente variabili che rallentarono il ritmo della corsa, Schumacher vinse con la Ferrari F310B allo scoccare delle due ore, termine entro il quale una gara di Formula 1 deve per regolamento finire.
Si tratta del più celebre Gran Premio cittadino della Formula 1 e rientra fra le corse motoristiche più prestigiose al mondo. Dall'originario tracciato lungo 3,18 km si è passati con il tempo a una configurazione da 3,37 km. Punti di particolare interesse sono l'impegnativa ma agile "Chicane delle Piscine", percorsa a circa 190 orari, variante allargata e velocizzata nel 1994, nonché l'ampio curvone veloce all'interno del tunnel, in cui si superano i 280 orari. Il Gran Premio di Monaco annovera anche la curva più lenta del mondiale di Formula 1: lo stretto tornante in discesa della "Vecchia Stazione" o del "Grand Hotel", affrontato a circa 55 km/h. Il Gran Premio monegasco può così vantare la peculiarità di avere, a poca distanza l'una dall'altra, sia la curva più lenta che una delle più veloci del campionato.
I piloti affrontano la prima staccata importante al termine del rettilineo dei box (in realtà un tratto lievemente curvilineo), percorso a oltre 250 km/h. L'approccio a questa prima curva, la Saint Devote (così nominata in onore della chiesa lì eretta e dedicata a Santa Devota), disegnata da un cordolo removibile che consente ai piloti una migliore traiettoria di entrata, può risultare determinante per il risultato finale perché spesso chi l'ha superata per primo si è poi aggiudicato il Gran Premio.

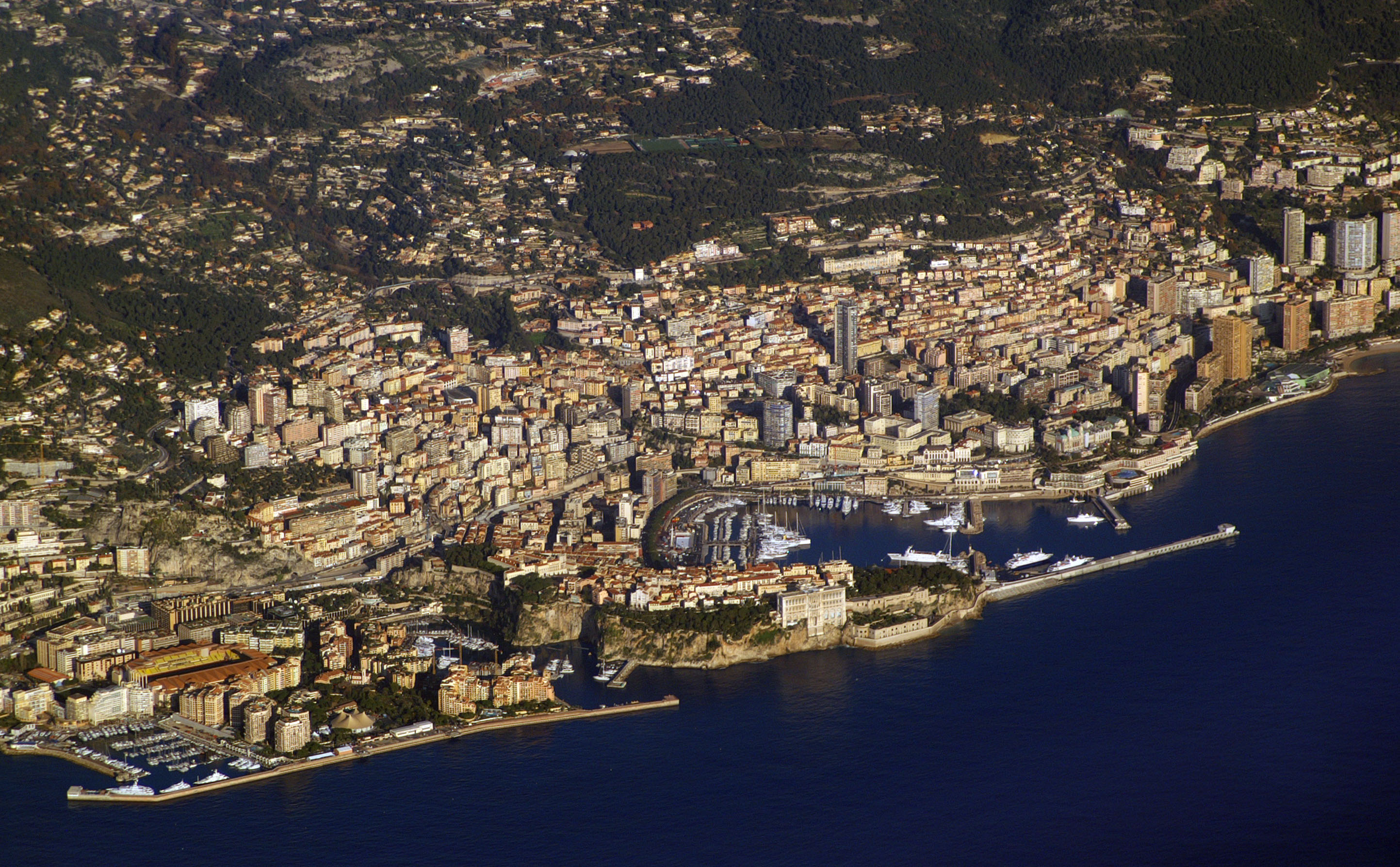
Vista aerea del Principato: in primo piano la zona del circuito

I nomi delle numerose curve presenti - che garantiscono spettacolarità alla gara, complice la quasi totale assenza di vie di fuga - sono diventati familiari con il passare degli anni, così da rimanere scolpiti nella memoria degli appassionati di automobilismo. Per i piloti in gara, la Saint Devote, la Virage du Casino, il Tornante Mirabeau, la lentissima Vecchia Stazione, la Curva del Tabaccaio e la Rascasse (ex Curva del Gasometro), rappresentano autentici banchi di prova. Ogni tipo di sorpasso è quasi impossibile, così a emergere - il più delle volte - è il talento del pilota. Le sei vittorie di Ayrton Senna e le cinque di Michael Schumacher e Graham Hill, sono a testimonianza di questo. Al compianto pilota brasiliano, ribattezzato per i suoi successi nel Principato "Il Re di Monte Carlo", appartiene anche il record di cinque pole position e di otto podi.
Tecnicamente, la pista monegasca esige un carico aerodinamico estremo, dei rapporti al cambio accorciati, un raggio di sterzata più ridotto con l'allungamento della corsa del tirante della ruota e la sostituzione dell'ingranaggio apposito, per una risposta più diretta ai piccoli angoli. Altro componente molto sollecitato è il cambio, azionato in gara oltre quattromila volte. Le monoposto sono un po' più alte da terra rispetto alle altre piste: anche il molleggio è leggermente superiore per le irregolarità del manto stradale e per dare maggiore trazione in uscita dalle tante curve monegasche.
L'edizione più veloce di sempre è quella del 2021, corsa con una velocità media di 157,833 km/h; il precedente record di 155,552 km/h risaliva all'edizione del 2007.

## La premiazione

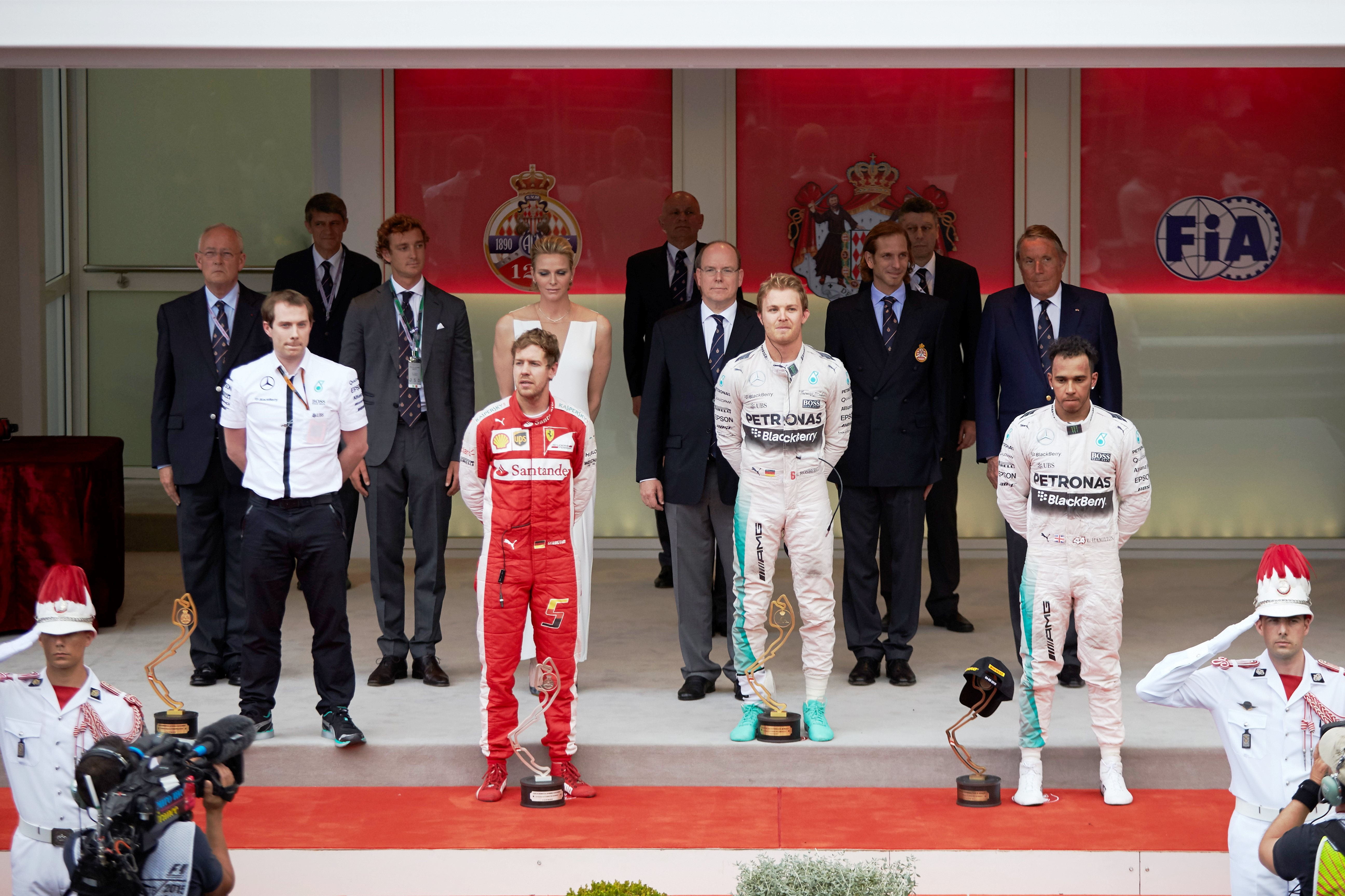
La cerimonia di premiazione dell'edizione 2015, officiata secondo il protocollo della famiglia Grimaldi: si nota l'assenza del podio normalmente usato nei Gran Premi di Formula 1.

La premiazione del Gran Premio di Monaco segue un cerimoniale diverso rispetto agli standard protocollari della Formula 1.
Per molto tempo non è stato utilizzato un vero e proprio podio, ma semplicemente il palco (nei pressi del traguardo) da cui la famiglia Grimaldi segue la gara. Inoltre fino ai primi anni 1980 solo il vincitore era chiamato a ricevere un trofeo; quando poi sono stati chiamati anche il secondo e il terzo classificato, si sono sfruttati gli scalini d'ingresso del predetto palco per creare la "gerarchia", facendo sistemare il vincitore più in alto. Solo dall'edizione 2017 è stato adottato un vero e proprio podio, sopraelevato rispetto alla sede stradale, ma comunque diverso rispetto a quello normalmente usato negli altri Gran Premi.
Altre peculiarità sono costituite dal fatto che la consegna dei trofei precede e non succede l'esecuzione degli inni nazionali; inoltre il sovrano e le maggiori autorità del Principato restano in piedi accanto o alle spalle dei piloti per tutta la durata della cerimonia. A completare il cerimoniale vi è infine il picchetto d'onore costituito da due Carabinieri in alta uniforme bianca. Dal Gran Premio di Monaco 2019 la banda esegue dal vivo gli inni nazionali del vincitore della gara.

## Incidenti
Sebbene il Gran Premio goda storicamente di grande fama per l'efficienza organizzativa, anche in tema di sicurezza, esso è stato teatro di alcuni gravi incidenti. Particolarmente critica fu, per diverso tempo, la situazione dell'area portuale: nelle edizioni 1955 e 1965 i piloti Alberto Ascari e Paul Hawkins finirono infatti con la loro vettura nelle acque del Mediterraneo, mentre nel 1967 vi perse la vita Lorenzo Bandini a causa dell'urto di una bitta non adeguatamente protetta, che fece cappottare e incendiare la sua macchina.

## Albo d'oro
Le edizioni indicate con sfondo rosa non appartenevano ad alcun campionato.

Le edizioni indicate con sfondo giallo appartenevano al Campionato europeo di automobilismo.
| Anno        | Circuito      | Pilota                  | Vettura                | Resoconto     |
| ----------- | ------------- | ----------------------- | ---------------------- | ------------- |
| 1929        | Monte Carlo   | William Grover-Williams | Bugatti                | Resoconto     |
| 1930        | Monte Carlo   | René Dreyfus            | Bugatti                | Resoconto     |
| 1931        | Monte Carlo   | Louis Chiron            | Bugatti                | Resoconto     |
| 1932        | Monte Carlo   | Tazio Nuvolari          | Alfa Romeo             | Resoconto     |
| 1933        | Monte Carlo   | Achille Varzi           | Bugatti                | Resoconto     |
| 1934        | Monte Carlo   | Guy Moll                | Alfa Romeo             | Resoconto     |
| 1935        | Monte Carlo   | Luigi Fagioli           | Mercedes-Benz          | Resoconto     |
| 1936        | Monte Carlo   | Rudolf Caracciola       | Mercedes-Benz          | Resoconto     |
| 1937        | Monte Carlo   | Manfred von Brauchitsch | Mercedes-Benz          | Resoconto     |
| 1938 - 1947 | Non disputato | Non disputato           | Non disputato          | Non disputato |
| 1948        | Monte Carlo   | Giuseppe Farina         | Maserati               | Resoconto     |
| 1949        | Non disputato | Non disputato           | Non disputato          | Non disputato |
| 1950        | Monte Carlo   | Juan Manuel Fangio      | Alfa Romeo             | Resoconto     |
| 1951        | Non disputato | Non disputato           | Non disputato          | Non disputato |
| 1952        | Monte Carlo   | Vittorio Marzotto       | Ferrari                | Resoconto     |
| 1953 - 1954 | Non disputato | Non disputato           | Non disputato          | Non disputato |
| 1955        | Monte Carlo   | Maurice Trintignant     | Ferrari                | Resoconto     |
| 1956        | Monte Carlo   | Stirling Moss           | Maserati               | Resoconto     |
| 1957        | Monte Carlo   | Juan Manuel Fangio      | Maserati               | Resoconto     |
| 1958        | Monte Carlo   | Maurice Trintignant     | Cooper-Climax          | Resoconto     |
| 1959        | Monte Carlo   | Jack Brabham            | Cooper-Climax          | Resoconto     |
| 1960        | Monte Carlo   | Stirling Moss           | Lotus-Climax           | Resoconto     |
| 1961        | Monte Carlo   | Stirling Moss           | Lotus-Climax           | Resoconto     |
| 1962        | Monte Carlo   | Bruce McLaren           | Cooper-Climax          | Resoconto     |
| 1963        | Monte Carlo   | Graham Hill             | BRM                    | Resoconto     |
| 1964        | Monte Carlo   | Graham Hill             | BRM                    | Resoconto     |
| 1965        | Monte Carlo   | Graham Hill             | BRM                    | Resoconto     |
| 1966        | Monte Carlo   | Jackie Stewart          | BRM                    | Resoconto     |
| 1967        | Monte Carlo   | Denny Hulme             | Brabham-Repco          | Resoconto     |
| 1968        | Monte Carlo   | Graham Hill             | Lotus-Ford Cosworth    | Resoconto     |
| 1969        | Monte Carlo   | Graham Hill             | Lotus-Ford Cosworth    | Resoconto     |
| 1970        | Monte Carlo   | Jochen Rindt            | Lotus-Ford Cosworth    | Resoconto     |
| 1971        | Monte Carlo   | Jackie Stewart          | Tyrrell-Ford Cosworth  | Resoconto     |
| 1972        | Monte Carlo   | Jean-Pierre Beltoise    | BRM                    | Resoconto     |
| 1973        | Monte Carlo   | Jackie Stewart          | Tyrrell-Ford Cosworth  | Resoconto     |
| 1974        | Monte Carlo   | Ronnie Peterson         | Lotus-Ford Cosworth    | Resoconto     |
| 1975        | Monte Carlo   | Niki Lauda              | Ferrari                | Resoconto     |
| 1976        | Monte Carlo   | Niki Lauda              | Ferrari                | Resoconto     |
| 1977        | Monte Carlo   | Jody Scheckter          | Wolf-Ford Cosworth     | Resoconto     |
| 1978        | Monte Carlo   | Patrick Depailler       | Tyrrell-Ford Cosworth  | Resoconto     |
| 1979        | Monte Carlo   | Jody Scheckter          | Ferrari                | Resoconto     |
| 1980        | Monte Carlo   | Carlos Reutemann        | Williams-Ford Cosworth | Resoconto     |
| 1981        | Monte Carlo   | Gilles Villeneuve       | Ferrari                | Resoconto     |
| 1982        | Monte Carlo   | Riccardo Patrese        | Brabham-Ford Cosworth  | Resoconto     |
| 1983        | Monte Carlo   | Keke Rosberg            | Williams-Ford Cosworth | Resoconto     |
| 1984        | Monte Carlo   | Alain Prost             | McLaren-TAG Porsche    | Resoconto     |
| 1985        | Monte Carlo   | Alain Prost             | McLaren-TAG Porsche    | Resoconto     |
| 1986        | Monte Carlo   | Alain Prost             | McLaren-TAG Porsche    | Resoconto     |
| 1987        | Monte Carlo   | Ayrton Senna            | Lotus-Honda            | Resoconto     |
| 1988        | Monte Carlo   | Alain Prost             | McLaren-Honda          | Resoconto     |
| 1989        | Monte Carlo   | Ayrton Senna            | McLaren-Honda          | Resoconto     |
| 1990        | Monte Carlo   | Ayrton Senna            | McLaren-Honda          | Resoconto     |
| 1991        | Monte Carlo   | Ayrton Senna            | McLaren-Honda          | Resoconto     |
| 1992        | Monte Carlo   | Ayrton Senna            | McLaren-Honda          | Resoconto     |
| 1993        | Monte Carlo   | Ayrton Senna            | McLaren-Ford Cosworth  | Resoconto     |
| 1994        | Monte Carlo   | Michael Schumacher      | Benetton-Ford Cosworth | Resoconto     |
| 1995        | Monte Carlo   | Michael Schumacher      | Benetton-Renault       | Resoconto     |
| 1996        | Monte Carlo   | Olivier Panis           | Ligier-Mugen Honda     | Resoconto     |
| 1997        | Monte Carlo   | Michael Schumacher      | Ferrari                | Resoconto     |
| 1998        | Monte Carlo   | Mika Häkkinen           | McLaren-Mercedes       | Resoconto     |
| 1999        | Monte Carlo   | Michael Schumacher      | Ferrari                | Resoconto     |
| 2000        | Monte Carlo   | David Coulthard         | McLaren-Mercedes       | Resoconto     |
| 2001        | Monte Carlo   | Michael Schumacher      | Ferrari                | Resoconto     |
| 2002        | Monte Carlo   | David Coulthard         | McLaren-Mercedes       | Resoconto     |
| 2003        | Monte Carlo   | Juan Pablo Montoya      | Williams-BMW           | Resoconto     |
| 2004        | Monte Carlo   | Jarno Trulli            | Renault                | Resoconto     |
| 2005        | Monte Carlo   | Kimi Räikkönen          | McLaren-Mercedes       | Resoconto     |
| 2006        | Monte Carlo   | Fernando Alonso         | Renault                | Resoconto     |
| 2007        | Monte Carlo   | Fernando Alonso         | McLaren-Mercedes       | Resoconto     |
| 2008        | Monte Carlo   | Lewis Hamilton          | McLaren-Mercedes       | Resoconto     |
| 2009        | Monte Carlo   | Jenson Button           | Brawn-Mercedes         | Resoconto     |
| 2010        | Monte Carlo   | Mark Webber             | Red Bull-Renault       | Resoconto     |
| 2011        | Monte Carlo   | Sebastian Vettel        | Red Bull-Renault       | Resoconto     |
| 2012        | Monte Carlo   | Mark Webber             | Red Bull-Renault       | Resoconto     |
| 2013        | Monte Carlo   | Nico Rosberg            | Mercedes               | Resoconto     |
| 2014        | Monte Carlo   | Nico Rosberg            | Mercedes               | Resoconto     |
| 2015        | Monte Carlo   | Nico Rosberg            | Mercedes               | Resoconto     |
| 2016        | Monte Carlo   | Lewis Hamilton          | Mercedes               | Resoconto     |
| 2017        | Monte Carlo   | Sebastian Vettel        | Ferrari                | Resoconto     |
| 2018        | Monte Carlo   | Daniel Ricciardo        | Red Bull-TAG Heuer     | Resoconto     |
| 2019        | Monte Carlo   | Lewis Hamilton          | Mercedes               | Resoconto     |
| 2020        | Non disputato | Non disputato           | Non disputato          | Non disputato |
| 2021        | Monte Carlo   | Max Verstappen          | Red Bull-Honda         | Resoconto     |
| 2022        | Monte Carlo   | Sergio Pérez            | Red Bull-RBPT          | Resoconto     |
| 2023        | Monte Carlo   | Max Verstappen          | Red Bull-Honda RBPT    | Resoconto     |
| 2024        | Monte Carlo   | Charles Leclerc         | Ferrari                | Resoconto     |
| 2025        | Monte Carlo   | Lando Norris            | McLaren-Mercedes       | Resoconto     |

## Statistiche
Le statistiche si riferiscono alle sole edizioni valide per il campionato del mondo di Formula 1 e sono aggiornate al Gran Premio di Monaco 2025.

### Vittorie per pilota
| Pos. | Pilota              | Vittorie |
| ---- | ------------------- | -------- |
| 1    | Ayrton Senna        | 6        |
| 2    | Graham Hill         | 5        |
| =    | Michael Schumacher  | 5        |
| 4    | Alain Prost         | 4        |
| 5    | Stirling Moss       | 3        |
| =    | Jackie Stewart      | 3        |
| =    | Lewis Hamilton      | 3        |
| =    | Nico Rosberg        | 3        |
| 9    | Juan Manuel Fangio  | 2        |
| =    | Maurice Trintignant | 2        |
| =    | Niki Lauda          | 2        |
| =    | Jody Scheckter      | 2        |
| =    | David Coulthard     | 2        |
| =    | Fernando Alonso     | 2        |
| =    | Mark Webber         | 2        |
| =    | Sebastian Vettel    | 2        |
| =    | Max Verstappen      | 2        |

### Vittorie per costruttore
| Pos. | Costruttore | Vittorie |
| ---- | ----------- | -------- |
| 1    | McLaren     | 16       |
| 2    | Ferrari     | 10       |
| 3    | Lotus       | 7        |
| =    | Red Bull    | 7        |
| 5    | BRM         | 5        |
| =    | Mercedes    | 5        |
| 7    | Cooper      | 3        |
| =    | Tyrrell     | 3        |
| =    | Williams    | 3        |
| 10   | Maserati    | 2        |
| =    | Brabham     | 2        |
| =    | Benetton    | 2        |
| =    | Renault     | 2        |

### Vittorie per motore
| Pos. | Costruttore   | Vittorie |
| ---- | ------------- | -------- |
| 1    | Ford Cosworth | 13       |
| =    | Mercedes      | 13       |
| 3    | Ferrari       | 10       |
| 4    | Honda         | 7        |
| 5    | Renault       | 6        |
| 6    | Climax        | 5        |
| =    | BRM           | 5        |
| 8    | TAG Porsche   | 3        |
| 9    | Maserati      | 2        |

### Pole position per pilota
| Pos. | Pilota             | Pole |
| ---- | ------------------ | ---- |
| 1    | Ayrton Senna       | 5    |
| 2    | Juan Manuel Fangio | 4    |
| =    | Jim Clark          | 4    |
| =    | Jackie Stewart     | 4    |
| =    | Alain Prost        | 4    |
| 6    | Stirling Moss      | 3    |
| =    | Niki Lauda         | 3    |
| =    | Michael Schumacher | 3    |
| =    | Charles Leclerc    | 3    |
| 10   | Graham Hill        | 2    |
| =    | Nigel Mansell      | 2    |
| =    | Mika Häkkinen      | 2    |
| =    | Kimi Räikkönen     | 2    |
| =    | Fernando Alonso    | 2    |
| =    | Mark Webber        | 2    |
| =    | Nico Rosberg       | 2    |
| =    | Lewis Hamilton     | 2    |
| =    | Daniel Ricciardo   | 2    |

### Pole position per costruttore
| Pos. | Costruttore | Pole |
| ---- | ----------- | ---- |
| 1    | Ferrari     | 13   |
| =    | McLaren     | 13   |
| 3    | Lotus       | 9    |
| 4    | Williams    | 7    |
| 5    | Red Bull    | 6    |
| 6    | Mercedes    | 5    |
| 7    | Renault     | 4    |
| 8    | Brabham     | 3    |
| 9    | Tyrrell     | 2    |
| 10   | Alfa Romeo  | 1    |
| =    | Maserati    | 1    |
| =    | Vanwall     | 1    |
| =    | Cooper      | 1    |
| =    | BRM         | 1    |
| =    | Matra       | 1    |
| =    | March       | 1    |
| =    | Ligier      | 1    |
| =    | Benetton    | 1    |
| =    | Brawn       | 1    |

### Pole position per motore
| Pos. | Motore        | Pole |
| ---- | ------------- | ---- |
| 1    | Ferrari       | 13   |
| 2    | Mercedes      | 12   |
| =    | Renault       | 12   |
| 4    | Ford-Cosworth | 9    |
| 5    | Climax        | 7    |
| 6    | Honda         | 5    |
| 7    | Alfa Romeo    | 2    |
| =    | TAG Porsche   | 2    |
| =    | BMW           | 2    |
| =    | TAG Heuer     | 2    |

### Giri veloci per pilota
| Pos. | Pilota             | GPV |
| ---- | ------------------ | --- |
| 1    | Michael Schumacher | 5   |
| 2    | Juan Manuel Fangio | 4   |
| =    | Ayrton Senna       | 4   |
| =    | Alain Prost        | 4   |
| =    | Lewis Hamilton     | 4   |
| 6    | Mika Häkkinen      | 3   |
| =    | Kimi Räikkönen     | 3   |
| 8    | Jim Clark          | 2   |
| =    | Graham Hill        | 2   |
| =    | Jackie Stewart     | 2   |
| =    | Patrick Depailler  | 2   |
| =    | Jean Alesi         | 2   |
| =    | Sebastian Vettel   | 2   |
| =    | Sergio Pérez       | 2   |

### Giri veloci per costruttore
| Pos. | Costruttore | GPV |
| ---- | ----------- | --- |
| 1    | Ferrari     | 17  |
| 2    | McLaren     | 12  |
| 3    | Lotus       | 7   |
| 4    | Red Bull    | 6   |
| 5    | Mercedes    | 5   |
| 6    | BRM         | 4   |
| =    | Williams    | 4   |
| 8    | Brabham     | 3   |
| 9    | Cooper      | 2   |
| =    | Tyrrell     | 2   |
| =    | Benetton    | 2   |

### Giri veloci per motore
| Pos. | Motore        | GPV |
| ---- | ------------- | --- |
| 1    | Ferrari       | 18  |
| 2    | Mercedes      | 14  |
| 3    | Ford-Cosworth | 12  |
| 4    | Renault       | 7   |
| 5    | Climax        | 5   |
| =    | Honda         | 5   |
| 7    | BRM           | 4   |
| 8    | Alfa Romeo    | 2   |
| 9    | Maserati      | 1   |
| =    | BMW           | 1   |
| =    | Hart          | 1   |
| =    | TAG Porsche   | 1   |
| =    | TAG Heuer     | 1   |

### Podi per pilota
| Pos. | Pilota             | Podi |
| ---- | ------------------ | ---- |
| 1    | Ayrton Senna       | 8    |
| 2    | Graham Hill        | 7    |
| =    | Michael Schumacher | 7    |
| =    | Lewis Hamilton     | 7    |
| =    | Sebastian Vettel   | 7    |
| 6    | Alain Prost        | 6    |
| 7    | Jody Scheckter     | 5    |
| =    | Rubens Barrichello | 5    |
| =    | Fernando Alonso    | 5    |
| 10   | Jackie Stewart     | 4    |
| =    | Niki Lauda         | 4    |
| =    | Gerhard Berger     | 4    |
| =    | David Coulthard    | 4    |
| =    | Eddie Irvine       | 4    |
| =    | Kimi Räikkönen     | 4    |
| =    | Mark Webber        | 4    |
| =    | Nico Rosberg       | 4    |
| =    | Daniel Ricciardo   | 4    |

### Podi per costruttore
| Pos. | Costruttore | Podi |
| ---- | ----------- | ---- |
| 1    | Ferrari     | 58   |
| 2    | McLaren     | 30   |
| 3    | Lotus       | 16   |
| 4    | Red Bull    | 15   |
| 5    | Williams    | 14   |
| 6    | BRM         | 10   |
| =    | Mercedes    | 10   |
| 8    | Brabham     | 9    |
| 9    | Cooper      | 7    |
| =    | Tyrrell     | 7    |

### Podi per motore
| Pos. | Motore        | Podi |
| ---- | ------------- | ---- |
| 1    | Ferrari       | 59   |
| 2    | Ford-Cosworth | 35   |
| 3    | Mercedes      | 30   |
| 4    | Renault       | 20   |
| 5    | BRM           | 12   |
| 6    | Honda         | 11   |
| 7    | Climax        | 9    |
| 8    | Maserati      | 6    |
| =    | BMW           | 6    |
| 10   | TAG Porsche   | 4    |

### Punti per pilota
| Pos. | Pilota             | Punti |
| ---- | ------------------ | ----- |
| 1    | Lewis Hamilton     | 203   |
| 2    | Sebastian Vettel   | 179   |
| 3    | Fernando Alonso    | 124   |
| 4    | Max Verstappen     | 109   |
| 5    | Nico Rosberg       | 108   |
| 6    | Mark Webber        | 92    |
| 7    | Daniel Ricciardo   | 85    |
| 8    | Carlos Sainz Jr.   | 78    |
| 9    | Michael Schumacher | 71    |
| 10   | Kimi Räikkönen     | 66    |

### Punti per costruttore
| Pos. | Costruttore | Punti |
| ---- | ----------- | ----- |
| 1    | Ferrari     | 655,5 |
| 2    | McLaren     | 425,5 |
| 3    | Red Bull    | 417   |
| 4    | Mercedes    | 320   |
| 5    | Williams    | 140,5 |
| 6    | Lotus       | 132   |
| 7    | BRM         | 81    |
| =    | Force India | 81    |
| 9    | Renault     | 77    |
| 10   | Tyrrell     | 73    |

### Punti per motore
| Pos. | Motore        | Punti |
| ---- | ------------- | ----- |
| 1    | Mercedes      | 730   |
| 2    | Ferrari       | 705,5 |
| 3    | Renault       | 392   |
| 4    | Ford-Cosworth | 337   |
| 5    | Honda         | 197,5 |
| 6    | BRM           | 99    |
| 7    | Climax        | 83    |
| 8    | TAG Heuer     | 70    |
| 9    | BMW           | 61    |
| =    | Honda RBPT    | 61    |